# Geochelone
A Geochelone a hüllők (Reptilia) osztályába és a teknősök (Testudines) rendjébe és a Szárazföldi teknősfélék (Testudinidae) családjába tartozó nem.

## Rendszerezés
A nembe az alábbi 2 élő és 1 régen kihalt faj tartozik:
- indiai csillagteknős (Geochelone elegans)
- burmai csillagteknős (Geochelone platynota)
- máltai óriásteknős (Geochelone robusta) kihalt a késő pleisztocén korban

Sok korábban idesorolt fajt leválasztottak és különböző egyéb nemekbe soroltak át. 

A két fajt hosszú kutatás után 2007-ben helyezték vissza az Astrochelys nembe, ahová korábban tartoztak. Sokáig ebbe a nembe sorolták mindkét fajt.
- angonoka teknős vagy ekevasteknős (Astrochelys yniphora vagy Geochelone yniphora)
- sugarasteknős (Astrochelys radiata vagy Geochelone radiata)

Áthelyezve az Aldabrachelys nembe - 4 faj
- Aldabrai óriásteknős (Aldabrachelys dussumieri), korábban (Geochelone gigantea) – Aldabra korallzátonya
- Seychelle-szigeteki óriásteknős (Aldabrachelys hololissa) – Seychelle gránitszigetei
- Arnold-óriásteknős (Aldabrachelys arnoldi) – Seychelle gránitszigetei
- Daudini-óriásteknős (Aldabrachelys daudinii) – kihalt, Seychelle-szigetek

Áthelyezve a Centrochelys nembe - 1 faj
- sarkantyús teknős (Centrochelys sulcata), korábban (Geochelone sulcata)

Áthelyezve a Chelonoidis nembe - 4 faj
- fekete teknős vagy szenesteknős (Chelonoidis carbonarius), korábban (Geochelone carbonaria)
- argentin teknős (Chelonoidis chilensis), korábban (Geochelone chilensis)
- táblás erdeiteknős (Chelonoidis denticulatus), korábban (Geochelone denticulata)
- galápagosi óriásteknős vagy más néven elefántteknős (Chelonoidis nigra) - fajkomplex 1 vagy 13 faj

Áthelyezve a Stigmochelys nembe - 1 faj 
- leopárdteknős (Stigmochelys pardalis), korábban (Geochelone pardalis)